# Collection of Power
Collection of Power är en fan-EP av det tyska hårdrocksbandet Axxis, vilken släpptes 2000.

## Låtlista
1. Shadowman (live)
2. Flashback Radio (live)
3. Little War (live)
4. Kings Made of Steel (live)
5. Julia (acoustic)
6. Heaven in Black ( acoustic)
7. Moonlight (old demoversion)
8. AXXIS Screensaver No.1